# Biafra
Republikken Biafra var en selvstændig republik i perioden fra fra 30. maj 1967 til 15. januar 1970. Før og efter denne periode har området været en del af Nigeria. Landet tog sit navn efter Biafrabugten, der udgjorde landets sydlige kyststrækning.

## Baggrund
Biafra blev skabt på baggrund af et kupforsøg i den nigerianske regering i 1966. Kupforsøget var blodigt, men meget kortvarigt. Efter kuppet blev det konstateret, at mange officerer i hæren var blevet slået ihjel, mens størstedelen af officererne af Igbo-afstamning overlevede. Dette gjorde, at man antog, at folk med Igbo-etnicitet stod bag kuppet, og mange Igboer blev derfor slået ihjel, især i det nordlige Nigeria. De fleste af Nigerias daværende 11 millioner etniske Igboer boede i Nigerias østregion, og regionens leder oberstløjtnant Chukwuemeka Odumegwu Ojukwu erklærede regionen for en selvstændig stat, og hans tropper begyndte at beslaglægge nigerianske regeringsressourcer.

## Biafrakrigen
Nigeria reagerede først med en økonomisk blokade, men begyndte 6. juli 1967 at angribe militært. Den efterfølgende borgerkrig, ofte kaldet Biafrakrigen, medførte, at Biafra i 1970 var et krigshærget land med udbredt mangel på fødevarer. Ojukwu flygtede fra landet og resterne af republikkens territorier blev atter optaget i Nigeria. Mellem 2 og 3 millioner mennesker menes at have mistet livet i konflikten, de fleste på grund af sygdom og hungersnød.

## International anerkendelse
Biafra blev kun anerkendt af 5 stater i løbet af sine knapt tre års eksistens: Gabon, Haiti, Elfenbenskysten, Tanzania og Zambia. Flere andre lande støttede dog republikken, herunder Israel og Ghana samt Frankrig, Rhodesia og Sydafrika der ydede militær assistance. Portugals kolonier Sao Tome og Principe blev centrum for nødhjælp til Biafra, og Biafras pengesedler blev trykt i Lissabon.